# La Chambre de Lautréamont
La Chambre de Lautréamont és un còmic dibuixat per Edith i guionitzat per Corcal. Va ser originalment publicat per l'editorial Futuropolis el 2012. Pertany al gènere de la falsa autobiografia, de la fantasia i l'històric.
En la coberta i el pròleg signat per un autor fals d'una universitat inventada es pretén enganyar al lector dient que està basat en el primer còmic descobert pels autors.
L'argument transcorre en el París de 1874. El protagonista, l'escriptor Auguste Bretagne, és una col·leccionista d'objectes estrangers que es trobà un bagul d'Isidore Ducasse, el compte de Lautréamont.
Va tindre crítiques positives.